# Laphria serpentina
Laphria serpentina är en tvåvingeart som beskrevs av Mario Bezzi 1908. Laphria serpentina ingår i släktet Laphria och familjen rovflugor. Inga underarter finns listade i Catalogue of Life.